# Шандор Пинтер
Шандор Пинтер (мађ. Pintér Sándor; Помаз, 18. јул 1950) је био мађарски фудбалер, репрезентативац, који је играо на позицији везног играча. Играо је за будимпештански Хонвед и за Мађарску на Светском првенству у фудбалу 1978. године.

## Каријера

### Клуб
Године 1970, са двадесет година, постао је фудбалер будимпештанског Хонведа. У другој половини 1970-их био је један од кључних играча Кишпешта и репрезентације. Носио је дрес број 7 у свом клупском тиму и дрес број 10 у репрезентацији. Њихово учешће у Купу УЕФА 1978/79 је било незаборавно. У првом колу Хонвед је победио тим турског Аданаспора бољим резултатом (6 : 0, 2 : 2). У другом колу су савладали Политехнику Темешвар, која је пртходно избацила од МТК-ВМ, (4 : 0, 0 : 2). Међу те године 16 најбољих, противник је био троструки победник БЕК-а Ајакс из Амстердама. У првом мечу у Будимпешти Кишпештани су победили са 4 : 1 и захваљујући томе прошли даље (4 : 1, 0 : 2). У четвртфиналу против Дуизбурга у Западној Немачкој, Пинтер је у оба меча био резерва због повреда. Изгубили су код куће са 3 : 2. У реваншу екипа са младима је извојевала бравурозну победу од 2 : 1, али то није било довољно за напредовање.

### Репрезентација
Између 1975. и 1978. године у репрезентацији Мађарске наступио је 39 пута и постигао је два гола. Био је члан тима који је учествовао на Светском првенству у Аргентини 1978. године.

## Достигнућа
- Прва лига Мађарске у фудбалу: 
  - шампион: 1979/80
- Фудбалер године (Мађарска): 1977